# Rasinský okruh
Rasinský okruh (srbsky Rasinski okrug, cyrilicí Расински округ) je administrativní jednotka v Srbsku. Je jedním z osmi okruhů statistického regionu Šumadija a Západní Srbsko. Na jihozápadě sousedí s Kosovem (konkrétně s Kosovskomitrovickým okruhem), na jihovýchodě s Toplickým okruhem, na východě s Nišavským okruhem, na severu s Pomoravským okruhem a na západě s Rašským okruhem. Je pojmenován podle řeky Rasiny, která okruhem prochází.

## Geografie
V roce 2011 zde žilo 241 999 obyvatel. Rozloha okruhu je 2 667 km². Správním střediskem a největším městem Rasinského okruhu je město Kruševac, které je zároveň devátým největším srbským městem. Druhým největším městem okruhu je Trstenik, ostatní města nepřesahují deset tisíc obyvatel.
Rasinský okruh je ve velké části svého území hornatý, rozkládají se zde pohoří Gledić, Jastrebac, Juhor a Kopaonik. Nejvyšším vrcholem je Pančićev vrh (2 017 m), který je zároveň nejvyšším vrcholem sousedního Rašského okruhu. Pouze údolí řek Západní a Velké Moravy je nížinaté; v těchto oblastech se nacházejí města Ćićevac, Kruševac a Varvarin. Významnou řekou v okruhu je Západní Morava, která se zde u vesnice Stalać vlévá do Velké Moravy. Dalšími významnými řekami jsou Derekar, Graševačka, Pepeljuša a Rasina. Na řece Rasině se též nachází umělé Ćelijské jezero.

## Administrativní dělení
V Rasinském okruhu se nachází celkem 6 měst: Aleksandrovac, Brus, Ćićevac, Kruševac, Trstenik a Varvarin. Všechna z těchto měst jsou zároveň správními středisky stejnojmenných opštin zahrnujících okolní sídla.

## Národnostní složení
| Národnost  | Populace | Procenta |
| ---------- | -------- | -------- |
| Srbové     | 232 552  | 96,10 %  |
| Romové     | 3 265    | 1,35 %   |
| Černohorci | 444      | 0,18 %   |
| Makedonci  | 301      | 0,12 %   |
| Chorvati   | 175      | 0,07 %   |
| Jugoslávci | 128      | 0,05 %   |
| Valaši     | 122      | 0,05 %   |
| Ostatní    | 5,012    | 2,07 %   |